# 海やまのあひだ
『海やまのあひだ』（うみやまのあいだ）は、日本の歌人、釈迢空の最初の個人歌集。276頁、歌数691首。1925年5月30日に改造社より出版。
第一歌集。民俗探訪の旅で出会った人や風物を、「ひそけさ」「かそけさ」といった古語を援用してうたい、形式も句読点や字あけを用いた独特のスタイルによった。

## 概要
歌集名「海やまのあひだ」は、日本の町や村々、そこに暮らす人々の生活、人生を含意する。1904年から1925年までの作品が収録されている。歌の表記に一字空けや句読点、ダッシュを用いているところが独特である。「かそけさ」「さびしさ」「ひそけさ」という語が頻出し、歌集の内容を特徴付けている。しばしば引用される歌に次のようなものがある。
- たびごゝろもろくなり来ぬ。志摩のはて　安乗の崎に、灯の明り見ゆ
- 葛の花　踏みしだかれて、色あたらし。この山道を行きし人あり
- 人も　馬も　道ゆきつかれ死にゝけり。旅寝かさなるほどのかそけさ
- 谷々に、家居ちりぼひ　ひそけさよ。山の木の間に息づく。われは

## 評価
上記の「葛の花～」の歌について、土岐善麿は「最もすぐれた作品のひとつ」と讃え、「感性の鋭さ、声調の適整、静寂、孤独における生命の親しさ」を指摘した。しかし、句読点を用いる表記法は、同調する歌人がほとんど現れていない。